# Česká rafinérská
Česká rafinérská je najveća češka rafinerija nafte te najveći proizvođač naftnih proizvoda u zemlji. Tvrtka ima dvije rafinerije u mjestima Litvínov i Kralupy na Vltavi. Najveći dioničari rafinerije su domaći Unipetrol (51 %) te Royal Dutch Shell, ConocoPhillips i Eni.

## Vanjske poveznice
- Službena stranica  Arhivirana inačica izvorne stranice od 26. srpnja 2017. (Wayback Machine)